# Rusenii Noi
Rusenii Noi – wieś w Rumunii, w okręgu Jassy, w gminie Holboca. W 2011 roku liczyła 378 mieszkańców.